# 15 cm sFH 02
15 cm sFH 02, полное наименование 15 cm schwere Feldhaubitze 1902 (нем. 15 см тяжёлая полевая гаубица 1902 года) — германская тяжёлая гаубица времён Первой мировой войны, разработанная в 1902 году и заступившая на службу в 1903 году.

## Краткое описание
Это орудие германской армии стало первым, в котором использовалась современная система отдачи. Как минимум 416 таких гаубиц были в распоряжении Германии в начале войны. Несомненным плюсом гаубицы sFH 02 служили плотность огня и мобильность: на ранних этапах Первой мировой войны благодаря этим гаубицам немцы обеспечили себе успех на полях сражений в Бельгии и Франции. В армиях Франции и Великобритании подобных гаубиц средней дальности не было.

## Похожие орудия
- 15 cm schwere Feldhaubitze M 94
- BL 6 inch 30 cwt howitzer
- 6-дюймовая полевая гаубица M1908